# 福岡県道277号頓田二島線
福岡県道277号頓田二島線（ふくおかけんどう277ごう とんだふたじません）は、福岡県北九州市若松区を通る一般県道である。

## 概要
北九州市若松区大字頓田から北九州市若松区鴨生田1丁目に至る。

### 路線データ
- 起点：福岡県北九州市若松区大字頓田（若松発電所前交差点、国道495号交点）
- 終点：福岡県北九州市若松区鴨生田1丁目（鴨生田交差点、国道199号交点、福岡県道26号北九州芦屋線起点）

## 地理

### 通過する自治体
- 北九州市（若松区）

### 交差する道路
| 交差する道路                       | 交差する場所 | 交差する場所              |
| ---------------------------------- | ------------ | ------------------------- |
| 国道495号                          | 大字頓田     | 若松発電所前交差点 / 起点 |
| 国道199号 福岡県道26号北九州芦屋線 | 鴨生田1丁目  | 鴨生田交差点 / 終点       |

### 沿線
- 頓田貯水池
- 北九州市立花房小学校
- 福岡県立若松商業高等学校
- 福岡銀行 二島支店
- 若松区役所島郷市民センター